# Vivo per lei
Vivo per lei prodotto da Mauro Malavasi che cura gli arrangiamenti è un singolo del cantante italiano Andrea Bocelli e della cantante italiana Giorgia, pubblicato il 25 agosto 1995 come primo estratto dal secondo album del tenore: Bocelli.
La canzone riscontrò una vera e propria popolarità quando, a partire dal 1996, l'ediitore Sugarmusic pubblicò il duetto di Bocelli in altre lingue, facendo egli coppia con artiste che cantavano nella lingua in questione, come in tedesco con Judy Weiss, in francese con Hélène Ségara, in spagnolo con Marta Sánchez, in portoghese con Sandy Leah Lima, e poi in inglese con Sharon Grand, ottenendo molto successo in numerose classifiche europee, tra cui la prima posizione delle classifiche di Belgio, Francia e Svizzera.
Il duetto venne pubblicato come un rimaneggiamento del testo di Anna Maria Alibani del brano Vivo per... del complesso musicale italiano degli O.R.O., pubblicato il 1° gennaio 1995. Il testo è stato riscritto dal paroliere italiano Gatto Panceri, mentre le musiche invariate sono state composte da Mario Manzani, Valerio Zelli e Mauro Mengali.

## Antefatti e descrizione
Nel 1995 la band italiana O.R.O. partecipò con questa canzone alla manifestazione Un disco per l'estate, ma il brano non ebbe immediatamente la grande popolarità che avrebbe avuto nei mesi successivi: nel corso dello stesso anno, partendo sempre dalla musica di Manzani, Mengali e Zelli, il paroliere italiano Luigi "Gatto" Panceri scrisse un nuovo testo ed il brano fu rilanciato grazie all'interpretazione in duetto dei cantanti italiani Andrea Bocelli e Giorgia Todrani. La canzone così rifatta si caratterizza, rispetto alla versione originale del sestetto degli O.R.O., per il minor romanticismo sia nel testo che nel titolo, cambiato da Vivo per... a Vivo per lei identificando nel pronome «lei» la figura immaginaria a cui chi canta dichiara di dedicare la propria vita, in realtà è la musica.
Neanche in questa occasione Vivo per lei ebbe un successo immediato. Il singolo arrivò al massimo alla 24ª posizione dei singoli più venduti (fonte indefinita), non entrando neppure nella top 100 annuale. Nei mesi successivi, però, il brano si insinuò nei repertori di diversi artisti di piano bar e dei karaoke, diventando un vero e proprio brano simbolo della musica italiana moderna, che otterrà riconoscimenti in tutto il mondo.
Nel corso della sua carriera Andrea Bocelli ha eseguito il brano in duetto con diverse partner nelle rispettive loro lingue e fu proprio ciò a far guadagnare infine molta popolarità alla canzone. Già nella tracklist del CD singolo pubblicato in Italia erano presenti la versione tedesca del singolo, dal titolo Ich lebe für sie, cantata con Judy Weiss, che nel 1997 raggiunse la prima posizione in Svizzera, poi quella inglese Live for Love, cantata con Sharon Grand. Nel 1996 Bocelli cantò Vivo por ella con Marta Sánchez in spagnolo, che raggiunse la prima posizione in classifica in Spagna, e nel 1997, cantò "Vivo por ela" con la brasiliana Sandy Leah Lima, in portoghese. Sempre nel 1997, in duetto con Hélène Ségara, Bocelli eseguì il brano anche in francese Je vis pour elle, che raggiungerà la prima posizione in Francia (per 5 settimane) ed in Belgio (5 settimane in Vallonia). In tutte le versioni Bocelli canta in italiano mentre la partner canta nella propria lingua, ad eccezione della versione spagnola e di quella portoghese, in cui è il tenore italiano a cantare in spagnolo.

## Tracce

### Versione italiana
Testi e musiche di Gatto Panceri, Valerio Zelli, Mauro Mengali, Mauro Malavasi.
1. Vivo per lei (con Giorgia) – 4:23

### Versione francese
Testi e musiche di Gatto Panceri, Valerio Zelli, Mauro Mengali, Mauro Malavasi.
1. Je vis pour elle (con Hélène Ségara) – 4:23

### Versione spagnola

#### 1996
Testi di Gatto Panceri, Valerio Zelli, Mauro Mengali, Mauro Malavasi.
1. Vivo por ella (con Marta Sánchez) – 4:23

#### 2024
Testi di Gatto Panceri, Valerio Zelli, Mauro Mengali, Mauro Malavasi, David Foster, Ellis.
1. Vivo por ella (con Karol G) – 4:24

### Versione inglese
Testi di Gatto Panceri, Valerio Zelli, Mauro Mengali, Mauro Malavasi.
1. Live for Love (con Sharon Grand) – 4:23

### Versione tedesca
Testi di Gatto Panceri, Valerio Zelli, Mauro Mengali, Mauro Malavasi.
1. Ich lebe für sie (con Judy Weiss) – 4:23

### Versione portoghese
Testi di Gatto Panceri, Valerio Zelli, Mauro Mengali, Mauro Malavasi.
1. Vivo por ela (con Sandy Leah Lima) – 4:23

## Formazione
- Andrea Bocelli: voce, cori
- Mauro Malavasi: tastiera, programmazione basso, programmazione batteria, cori, arrangiamento

Produzione
- Mauro Malavasi – produzione, missaggio, mastering

## Classifiche
Classifiche versione con Giorgia
| Classifica (1996-2006) | Posizione massima |
| ---------------------- | ----------------- |
| Italia                 | 43                |
| Paesi Bassi            | 15                |

Classifiche versione con Judy Weiss
| Classifica (1997) | Posizione massima |
| ----------------- | ----------------- |
| Austria           | 15                |
| Germania          | 17                |
| Svizzera          | 1                 |

Classifiche versione con Hélène Ségara
| Classifica (1997) | Posizione massima |
| ----------------- | ----------------- |
| Belgio (Vallonia) | 1                 |
| Francia           | 1                 |

Classifiche versione con Karol G
| Classifica (2024) | Posizione massima |
| ----------------- | ----------------- |
| Spagna            | 47                |

Al 2024, Vivo per lei è la seconda canzone italiana più venduta nel mondo dopo Nel blu dipinto di blu.

## Vivo per...
Vivo per... è un singolo del gruppo musicale italiano O.R.O., pubblicato il 1° gennaio 1995 come primo estratto dall'album omonimo. Il brano è stato scritto da Anna Maria Alibani sulle musiche di Mario Manzani, Valerio Zelli e Mauro Mengali.

### Tracce
Testi di Anna Maria Alibani, Valerio Zelli, Mauro Mengali, Mauro Malavasi.
1. Vivo per... – 5:02

## Cover
- 2000 - Kris Struyven e Chadia Cambie (singolo) (vie bvba – 96141); album Kris Struyven (Label Vie – 96152) pubblicato in Belgio
- 2001 - Hélène Ségara e Bruno Pelletier (singolo) (EastWest – PR02756); album En concert (EastWest – 8573 89602-4), pubblicato in Francia
- 2004 - Ruggero Scandiuzzi e Luca Martani, album Io le canto così (Joker, MC 20089)